# Parastagmatoptera simulacrum
Parastagmatoptera simulacrum là một loài Bọ ngựa trong họ Bọ ngựa. Loài này được Fabricius miêu tả năm 1793. Đây là loài bản địa của Hoa Kỳ.